# Rue du Bachaga-Boualam
La rue du Bachaga-Boualam (en occitan : carrièra del Bachagha Boalam) est une voie de Toulouse, chef-lieu de la région Occitanie, dans le Midi de la France.

## Situation et accès

### Description
La rue du Bachaga-Boualam est une voie publique. Elle se trouve dans le quartier de Bagatelle, dans le secteur 2 - Rive gauche. Elle est longue d'environ 430 mètres.
Elle naît perpendiculairement à la rue Henri-Desbals. Orientée au nord-est, elle est dans sa première partie rectiligne, longeant à gauche les groupes scolaires Georges-Hyon et Clément-Falcucci, et à droite les immeubles de la cité de Bagatelle, parallèle à la rue du Lot et à la place du Morvan, accessibles par des cheminements piétonniers. Elle décrit ensuite une vaste courbe afin de contourner le parc de Bagatelle et rejoindre par un rond-point la rue du Cher, qui la prolonge au nord.
La chaussée compte une seule voie de circulation automobile, à double sens dans la première partie, puis en sens unique jusqu'à la rue du Cher. Elle est définie comme une zone de rencontre et la vitesse est limitée à 20 km/h. Il n'existe pas d'aménagement cyclable, quoiqu'elle soit à double-sens cyclable.

### Voies rencontrées
La rue du Bachaga-Boualam rencontre les voies suivantes, dans l'ordre des numéros croissants (« g » indique que la rue se situe à gauche, « d » à droite) :
1. Rue Henri-Desbals
2. Place du Morvan - accès piéton (d)
3. Rue du Cher

### Transports
La rue du Bachaga-Boualam débouche au sud sur la rue Henri-Desbals, où se trouvent les entrées de la station Bagatelle, sur la ligne de métro . Elle est par ailleurs parallèle à la rue du Lot, parcourue et desservie par la ligne de bus 13.
Il existe une station de vélos en libre-service VélôToulouse, la station no 186 (1 rue du Bachaga-Boualam).

## Odonymie

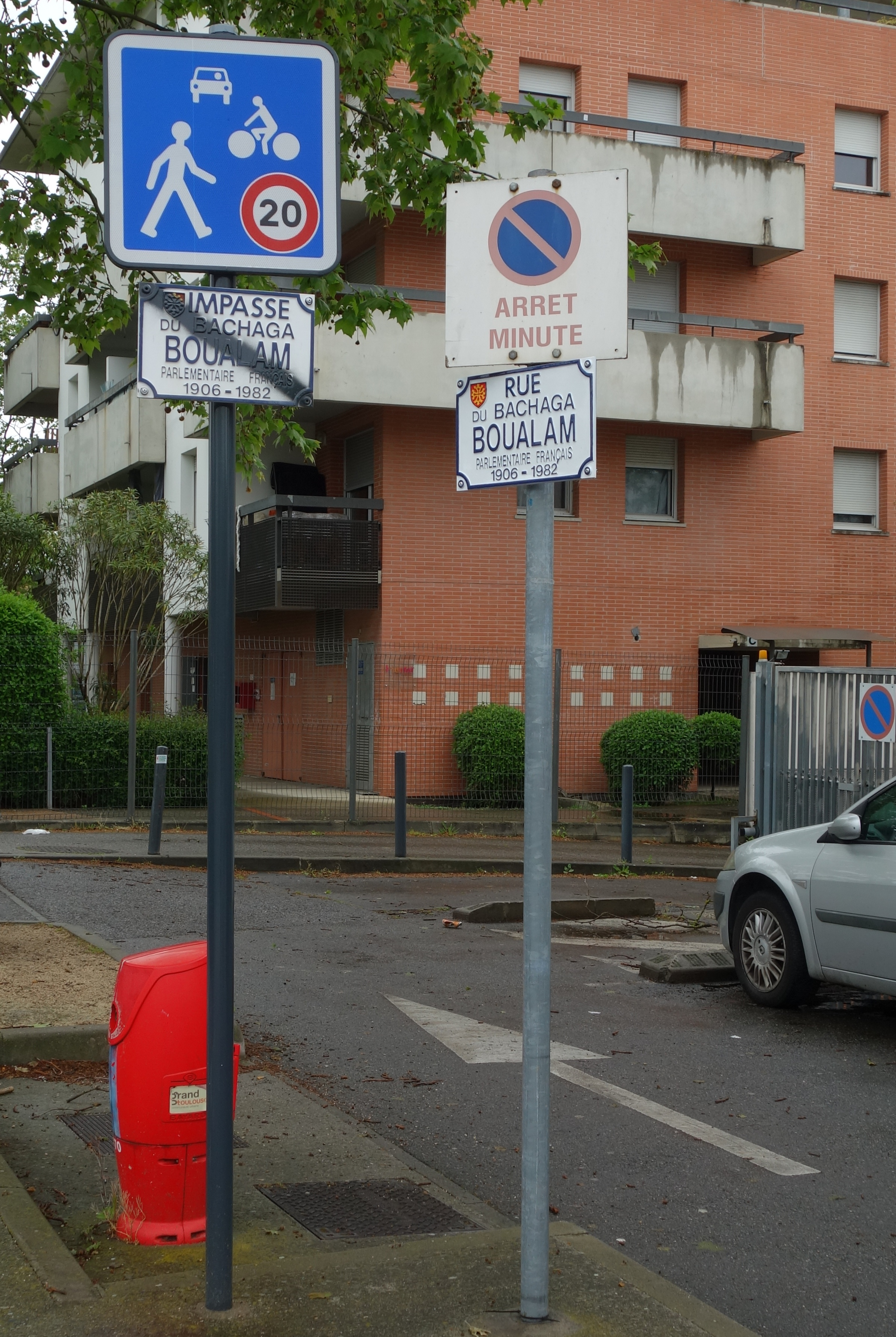
Le changement des plaques de rue en 2023.

La rue est nommée en hommage à Saïd Boualam (1906-1981). Né à Souk Ahras, en Algérie, il était issu d'une famille de notables de la tribu arabo-berbère des Béni Boudouane. Il combattit dans l'armée française durant la Seconde Guerre mondiale. En 1956, il fut nommé bachaga, puis en 1958 fut élu député pour la 5e circonscription d'Algérie. Favorable au retour de Charles de Gaulle en 1958, il s'en éloigna à partir de 1960. Rapatrié en 1962, il s'installa en Camargue.
Le 9 novembre 2022, la voie, qui se terminait en impasse, ayant été reliée à la rue du Cher, devient officiellement la rue du Bachaga-Boualam.

## Patrimoine et lieux d'intérêt

### Équipements publics
- no  2 : Espace Enfance et famille Henri-Desbals.
- no  13 : maison de quartier de Bagatelle.

### Établissements scolaires
Le groupe scolaire Georges-Hyon comprend une école maternelle et une école élémentaire. Il est construit entre 1968 et 1969, dans le prolongement du groupe scolaire Clément-Falcucci. Il est nommé en hommage à Georges Hyon (1892-1962), conseiller général, adjoint au maire et inspecteur de la Jeunesse et des Sports.
- no  1 : école élémentaire Georges-Hyon.
- no  3 : école maternelle Georges-Hyon.

Le groupe scolaire Clément-Falcucci comprend une école maternelle et une école élémentaire. Il est construit entre 1966 et 1967. Il est nommé en hommage à Clément Falcucci (1895-1961), professeur de philosophie au lycée de garçons (actuel lycée Pierre-de-Fermat) de 1927 à 1946, et à la faculté des lettres de 1939 à 1940. Engagé politiquement à la SFIO, il est élu en 1935 et devient adjoint au maire Antoine Ellen-Prévot, chargé de l'Instruction publique et des Beaux-Arts. Il termine sa carrière comme inspecteur général de l'Instruction publique,.
- no  5 : école élémentaire Clément-Falcucci.
- no  9 : école maternelle Clément-Falcucci.

### Équipements sportifs
- no  3 bis : halle de Bagatelle.
- no  6 : gymnase Bagatelle.
- no  11 : stade Vincent-Serrer.